# Mozambiquestroom
De Mozambiquestroom is een oceaanstroom in de Indische Oceaan. Ze wordt vaak omschreven als een warme stroom die zuidwaarts stroomt langs de Afrikaanse kust tussen Mozambique en Madagaskar. Deze omschrijving blijkt foutief te zijn aangezien in de zeestraat vaak grote anti-cyclonale draaikolken zijn. Deze zijn volledig onafhankelijk van het overige systeem in de Indische Oceaan. In periodes dat deze draaikolken voorkomen is het dus onmogelijk om een vaste stroomrichting te bepalen. Slechts in de tijdsintervallen tussen de draaikolken is er een vaste stroomrichting. 
De draaikolken zijn groot, warm en anti-cyclonaal. Ze kunnen diameters aannemen tot 300 km. De reden waarom deze gevormd worden, wordt nog onderzocht. 